# Киевский район (Харьков)
Киевский район (укр. Київський район) —  административный район Харькова.
Занимает основную часть исторического (Нагорного) района города.
Образован 26 января 1919 года (через 23 дня после установления советской власти в Харькове) как большой Петинско-Журавлёвский район.
В 1924 году из состава данного района были выделен Краснозаводской район (ныне Основянский).
В 1932 году из состава района выделен Дзержинский район (ныне Шевченковский) (в который также вошла часть Ивано[вско]-Лысогорского района). В 1936-1937 годах Петинско-Журавлёвский район был разделён на Кагановичский (ныне Киевский) и Сталинский (ныне Салтовский).
С апреля 1936 по 1957 года назывался Кагановичским в честь Лазаря Кагановича; переименован 21 октября 1957.
Самая старая часть Киевского района, относящаяся к современному Харькову — Журавлёвка — возникла в середине XVII века.

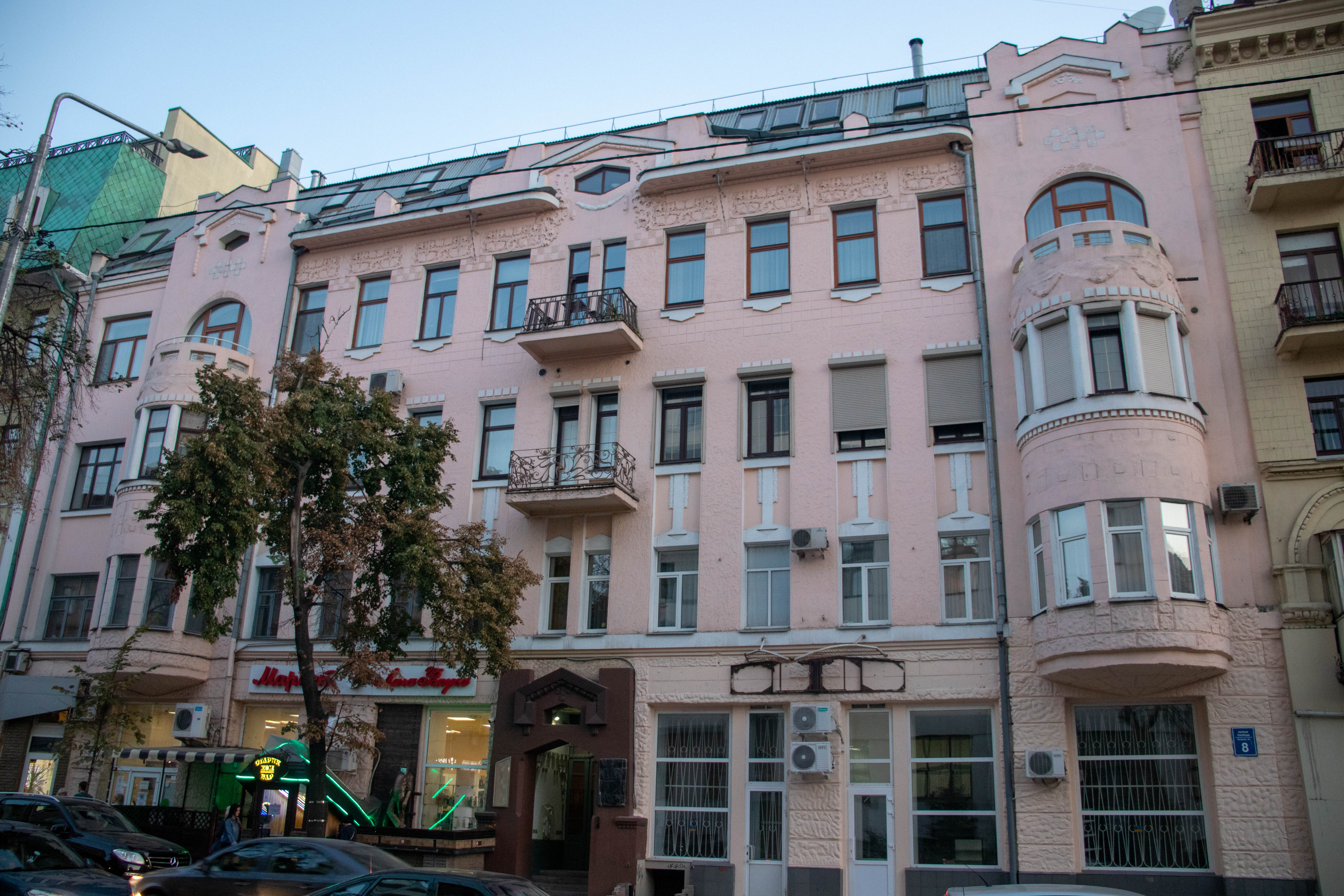
Доходный дом Масловского на ул. Свободы (архитектурный памятник 1911 года), ныне жилой дом, фото 23 сентября 2020 года

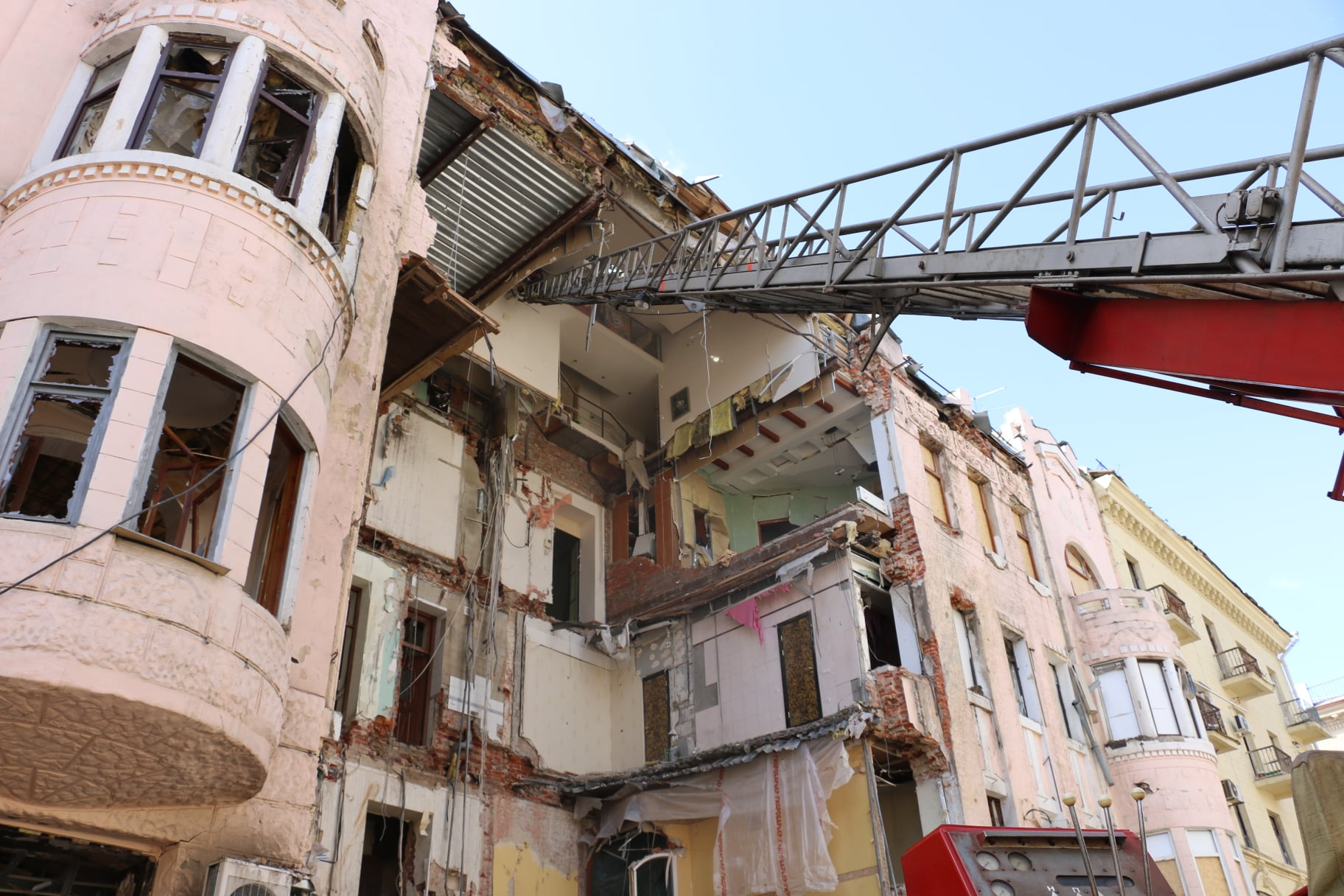
Доходный дом Масловского после российского авиаудара 14 марта 2022 года во время широкомасштабного вторжения российских войск на Украину

## Общие сведения
Район находится в северо-восточной части города. Включает в себя восточную (основную) часть исторического Нагорного района, Журавлёвку, Северную Салтовку, Большую Даниловку (включена в состав города в 1963), а также Пятихатки.
Согласно постановлению Верховного совета Украины от 6 сентября 2012 года № 5215-VI «Об изменении и установлении границ города Харькова, Дергачевского и Харьковского районов Харьковской области» к району были присоединены земли Циркуновского сельсовета — 2,09 км², часть земель Черкасско-Лозовского сельсовета 1,7 км², часть земель Кулиничёвского поселкового совета — 2,06 км² и общая площадь района составила 51,7 км².
Граничит с Шевченковским, Салтовским, Основянским районами Харькова и Харьковским районом Харьковской области.
Территория Киевского района до 2012 года была 45,7 км², из них под застройкой — 23,15 км², промышленная зона — 3,56 км²; с 2012 общая площадь района — 51,7 км². В районе расположено 15 парков и скверов (самый большой — Молодёжный парк), Журавлёвский гидропарк, часть Лесопарка.
Площадь зелёной зоны составляет 5,04 км². По территории района протекают река Харьков с Журавлёвским водохранилищем (2 рукава, Гребной и Дренажный каналы), реки Очеретянка (Жуковка), Бобровка, Манжосов ручей, ручей Даниловский («Родники») и начинается река Саржинка (протекающая под Сумской улицей).

## История

### XVII-начало XX века
Самая старая часть района — Журавлевка возникла в середине XVII века, во время чего началось заселение Нагорной, северной части города. Застраивалась она очень медленно, и в конце XVIII века заканчивалась возле Театральной площади.

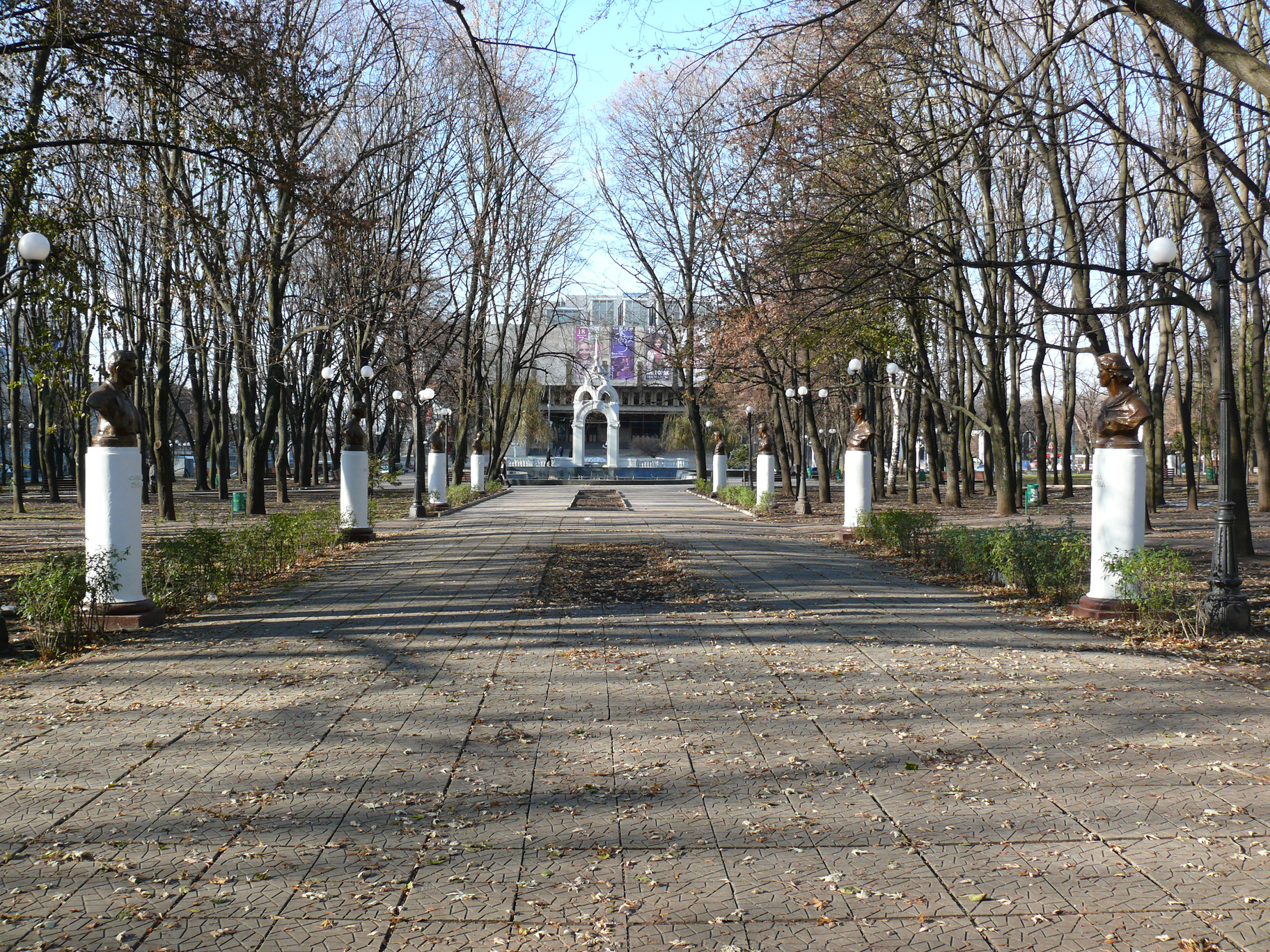
Cквер Победы

Долгое время северной границей района была Мироносицкая церковь и кладбище (ныне сквер Победы). В 1840 году здесь сосредоточилась торговля хлебом, в связи с чем Мироносицкую площадь стали называть Хлебной.
Через несколько лет на Сумской появилась сеть небольших, промышленных заведений. Они располагались на отрезке между Театральной и Мироносицкой площадями. В конце XVIII века в Харькове появляется первая мануфактура. На улице Скрипника находились карьеры по добыче глины и кирпичные заводы, на улице Гражданской — небольшие водочный, масляно-красочный и пивоваренный заводы.
В 1805 году иностранные мастера и преподаватели Харьковского Императорского университета первыми начинают заселять улицу Григория Сковороды (бывш. Пушкинская). В шестидесятых годах началась распродажа под строительные участки пустыря, расположенного за Мироносицкой площадью. В течение 10 лет между Сумской и Сковороды появились жилые кварталы. Значительное строительство началось с открытием Технологического института (Национальный технический университет «ХПИ») в 1885 году. В те годы в нём обучалось 500 студентов — будущие технические кадры для Донецко-Криворожского промышленного района.
Во второй половине XIX века наблюдался стремительный рост промышленных предприятий, выпускавших самую разную продукцию. Старая типография (сегодня — Книжная фабрика им. М. В. Фрунзе) с 1873 года, «Паровая фабрика химико-фармацевтических и галеновых препаратов» (Фармацевтическая фирма «Здоровье») с 1907 года, суконная фабрика «Красная нить» (АО «Харкивтекстиль») с 1915 года и до сегодня выпускают свою продукцию.
Развитие в Харькове промышленности, науки, медицины не замедлило сказаться на условиях проживания горожан. Были застроены банками, доходными домами, богатыми особняками площадь Конституции, улицы: Сумская, Чернышевская,Г.Сковороды, Мироносицкая, Дарвина и др.
В Нагорном районе в 1871 году появились первые газовые фонари, которые позже заменили на электрические. В 1882 году в Харькове пустили первую конку, но только в 1910 году замостили улицу Г.Сковороды и проложили по ней трамвайную линию.
Рост экономики также сопровождался увеличением числа учреждений здравоохранения, образования и культуры. В 1870 году была открыта женская воскресная школа известного украинского педагога-просветителя Христины Алчевской, в которой учились 500—700 учениц. Школа имела большую библиотеку и музей научных пособий. В 1896 году на Журавлевке была открыта «Четвертая народная бесплатная библиотека-читальня Харьковского общества грамотности». Позже она переехала на Тюринку, где сегодня и обслуживает своих читателей.

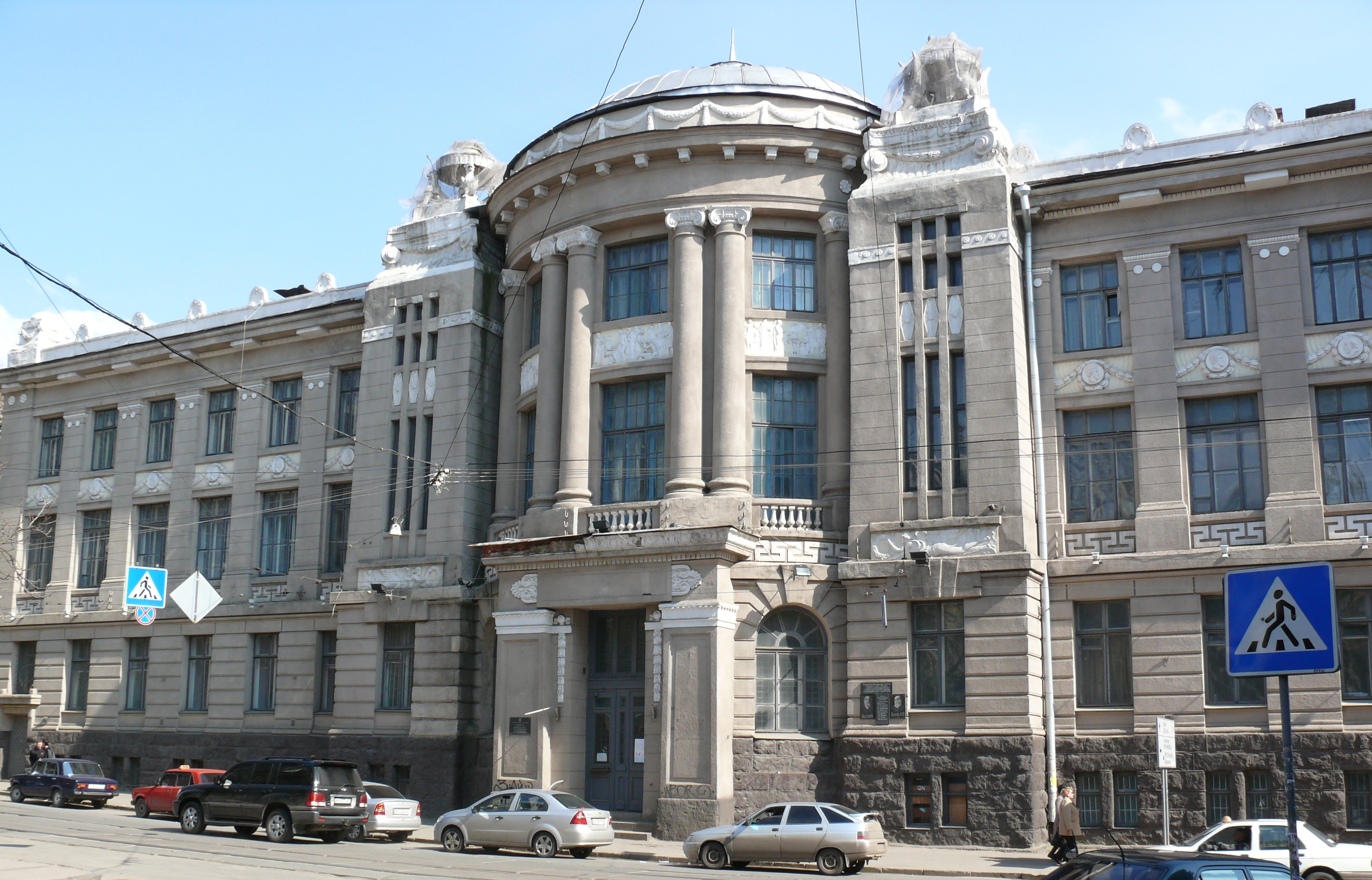
Институт микробиологии, вакцин и сывороток имени И. И. Мечникова

В 1887 году был создан Пастеровский прививочный институт и бактериологическая станция Харьковского медицинского общества, позднее НИИ микробиологии и иммунологии имени И. И. Мечникова — второй в Российской империи, после Одесского, институт микробиологического профиля. Здание института построено по проекту академика архитектуры А. Н. Бекетова в 1912 году. В 1861 году Харьковское медицинское общество открыло одну из первых в России медицинских библиотек, сегодня — Харьковская государственная научная медицинская библиотека (фонд 1,17 млн экз.). В 1886 году открыта первая в России общественная библиотека — Харьковская государственная научная библиотека им. Короленко, фонды которой имеют 6,5 млн экз.

### Советское время
20—30 годы XX века были особенно значимы для Харькова — первой столицы Советской Украины. Киевский район вышел в число ведущих административных, культурных и учебных центров. На его территории разместились здания ЦК КП(б)У, Совнарком, иностранные консульства. Открылись клуб связи, Дом учителя, Дом учёных, Дом архитекторов, творческие союзы писателей, художников, архитекторов, театр русской драмы, медицинское общество, и др. Создаются ВУЗы: авиационный, автодорожный, инженерно-строительный, инженеров коммунального строительства, сельскохозяйственный.
В 1927 году по инициативе А. С. Макаренко в северной части района была создана трудовая детская коммуна. В начале воспитанники изготавливали несложные металлические изделия, выполняли столярные и швейные работы. Но уже в 1932 году на базе коммуны был создан первый в Советском Союзе завод электродеталей «ФЭД», а ещё через 2 года налажено производство первого в СССР малоформатного пленочного фотоаппарата «ФЭД».
Харьковским государственным авиационным производственным предприятием в 1926 году выпущено первые поршневые самолеты, а в середине пятидесятых освоено серийное производство первого в мире реактивного пассажирского лайнера ТУ-104. Сегодня самолеты ХАЗ эксплуатируются в 29 странах мира, а сам он входит в восьмерку авиационных заводов мира, занимающихся серийным производством самолетов.

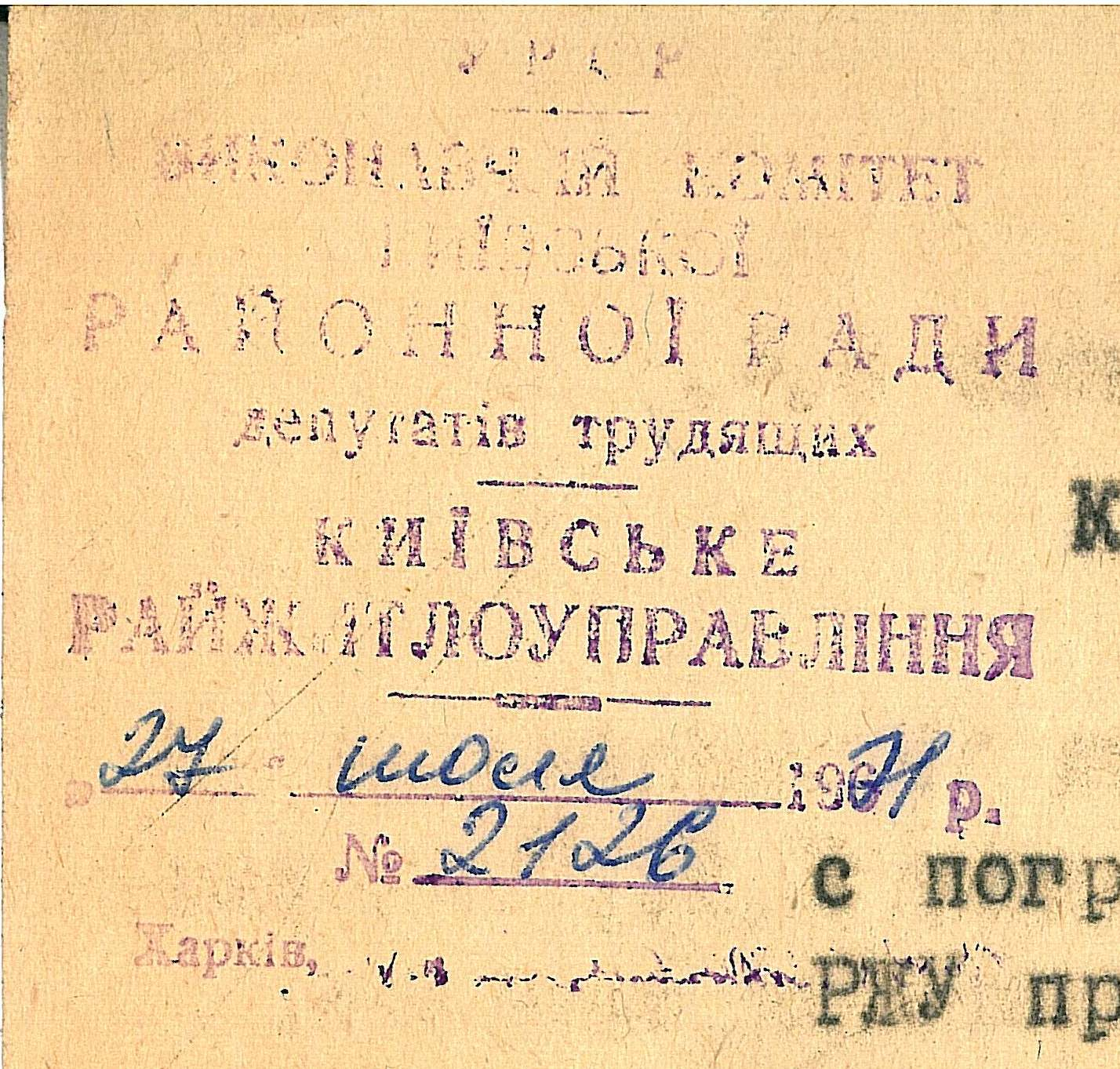
Угловой штамп исполкома Киевского района. 1971

В 1930-е годы также стремительно развивается наука, создаются институт клинической и экспериментальной ветеринарии (1923), Южгипрошахт, УкрНДИвогнетривив, НДИметалив, УХИН и Гипрококс (1929). Именно здесь в Харьковском физико-техническом институте в 1932 году осуществлена первая в Европе искусственная реакция расщепления атомного ядра.

### Годы независимости Украины
В 1990 году председателем Киевского районного исполнительного комитета Харькова был избран Александр Кривцов, проработавший на этом посту до 2001 года. В районе в 1990-е годы происходила организация строительства, формирование социальной инфраструктуры и заселения микрорайона Северная Салтовка. Население района увеличилось более чем на 50 тысяч человек и приблизилось к 200 тысячам жителей. В кризисные 1990-е годы в районе решалась проблема сохранения объектов социально-культурной сферы, недопущения перепрофилирования детских садов, школ, больниц, клубов по месту жительства. С 1991 года в новых застройках началось активное создание школьных образовательных учреждений.

### Исторические объекты
В районе сохранилось почти 60 % культурного наследия Харькова: 364 памятника истории и культуры, 226 памятников градостроительства и архитектуры, 2 памятника археологии: поселение скифского периода (черняховско-салтовская культура) и два курганных могильника (IV-II век до н. э.) в поселке Большая Даниловка.

## Наука и образование

Автомобильно-дорожный университет

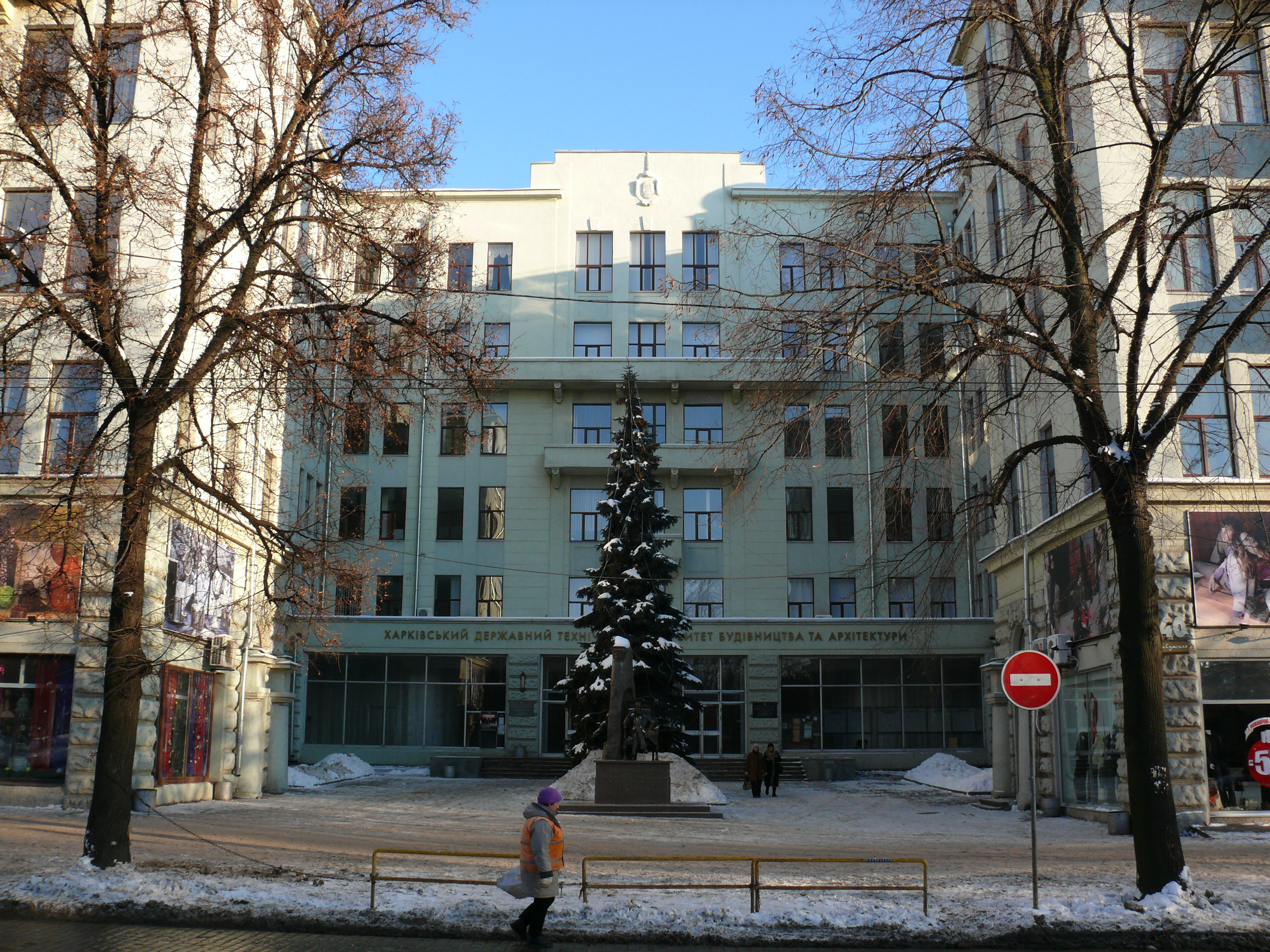
Университет строительства и архитектуры

В Киевском районе находится более 50 разнообразных научно-исследовательских институтов, проектных и конструкторских организаций.
Наука владеет мощной материально-технической базой, уникальным отечественным оборудованием. Это дало возможность реализовать ряд разработок, которые признаны в мире. В первую очередь, это технологии и оборудование для производства конструкционных материалов с уникальными эксплуатационными характеристиками, уникальные системы управления для ракет-носителей и космических аппаратов, бортовые системы охлаждения в авиации и космонавтике, дистанционное зондирование грунта из аэрокосмических объектов.
В районе работает Северо-восточный научный центр Национальной Академии наук Украины, в состав которого входят 8 институтов, четыре из которых находятся на территории района: физико-технический, радиофизики и электроники, ионосферы, радиоастрономический. Центр координирует деятельность академических учреждений, а также высших учебных заведений и других научно-исследовательских организаций Харьковской, Сумской и Полтавской областей.
На базе Национального научного центра Харьковского физико-технического института впервые в мире было произведено расщепление атома.
В Киевском районе находится 21 высшее учебное заведение. Одиннадцать из них — государственные, среди которых Национальный аэрокосмический университет имени Н. Е. Жуковского, Национальная юридическая академия имени Ярослава Мудрого, Национальный технический университет «ХПИ», Национальная фармацевтическая академия и прочие. Остальные — коммерческие, среди которых «Народная украинская академия», Харьковский институт бизнеса и менеджмента, Харьковский экономико-правовой университет и другие.
Спортивная жизнь Киевского района неразрывно связана с деятельностью комплексной детско-юношеской спортивной школы № 2 г. Харькова. В КДЮСШ № 2 успешно развиваются такие виды спорта, как академическая гребля, баскетбол, хоккей на траве, бокс, таэквондо, самбо, дзюдо. Международный турнир по дзюдо среди юношей и девушек «Золотая осень», организованный руководством КДЮСШ-2, Федерацией дзюдо Харьковской области и Харьковским городским советом, ежегодно проходящий в Харьковском Дворце спорта, широко известен далеко за пределами Украины и является одной из визитных карточек города.

## Названия
Первоначальное название января 1919 года «Петинско-Журавлёвский» образовано по местностям, вошедшим его состав: Петинской улицы (ныне Улицы Георгия Тарасенко, промышленная зона и район города Петинка) и района города Журавлёвка (малоэтажная жилая зона).
С апреля 1936 года район называется Кагановичским в честь Лазаря Кагановича.
С октября 1957 года называется Киевским в честь города Киева.

## Статистика
- По состоянию на 2004 год Киевский район занимал третье место как по численности населения, так и по территории среди всех районов Харькова.
- В 1980-х годах партийная организация района была самой крупной на Украине и насчитывала 30 тысяч человек.
- В 2004 году в районе было более 7300 частных домов.

## Географические факты
- Перед Пятихатками, в Лесопарке, на протяжении около километра Киевский район имеет ширину всего несколько метров — то есть ровно с проезжую часть Харьковского шоссе. По западной обочине шоссе проходит граница Шевченковского района, по восточной — Харьковского (граница области), а между ними находится Киевский район — посередине дорожного покрытия[3].

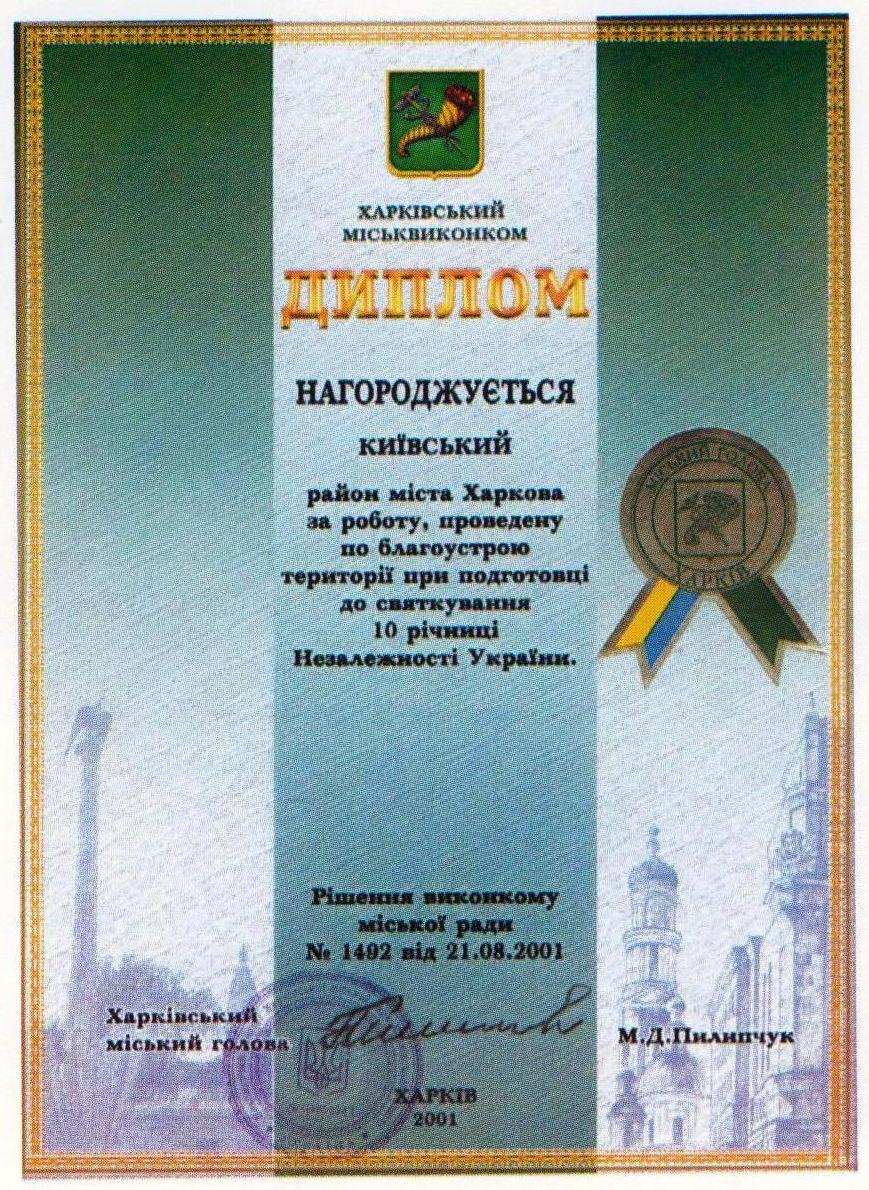
Диплом района, 2001